# 霍德紹湖
56°35′46″N 29°35′49″E / 56.59611°N 29.59694°E
霍德紹湖（俄语：Ходшо），是俄羅斯的湖泊，位於該國西北部，由普斯科夫州負責管轄，處於新索科利尼基區，面積1.1平方公里，集水區面積84.8平方公里，平均水深4.7米，最大水深8.5米。